# Liste der Ehrenbürger von Bregenz
Diese Liste enthält Personen, die von der Stadt Bregenz zu Ehrenbürgern ernannt worden sind.

## C
- Alois Czedik von Bründlsberg und Eysenberg (1830–1924), österreichischer Offizier und Politiker

## F
- Andreas Fetz (1832–1899), Bürgermeister von Bregenz
- Friedrich Ferdinand Freiherr von Beust (1809–1886), Reichskanzler
- Franz Freiherr von Auffenberg (um 1790), schwäbischer Generalmajor[1]
- Friedrich Freiherr von Hotze (1739–1799), Feldmarschalleutnant der preußischen Armee
- Karl Freiherr von Seyffertitz (1825–1900), Bürgermeister von Bregenz

## G
- Karl Graf von Belrupt-Tissac (1826–1903), Landeshauptmann Vorarlbergs
- Siegfried Gasser (1941–2022), Bürgermeister von Bregenz und Landesstatthalter

## H
- Johann Hammer (1809–1880), Polizei Oberkommissär
- Pfarrer Johann Georg Hummel (1808–1888)
- Josef Huter (1844–1902), Bürgermeister von Bregenz

## J
- Franz Freiherr von Jellachich (1746–1810), österreichischer Feldmarschalleutnant

## L
- Josef Lasser Freiherr von Zollheim (1814–1879), Statthalter von Vorarlberg und Tirol
- Markus Linhart (* 1959), Bürgermeister von Bregenz[2]

## M
- Fritz Mayer (1933–1988), Bürgermeister von Bregenz

## P
- Carl Albert Pedenz (1839–1921), Bürgermeister von Bregenz

## R
- Sebastian Ritter von Froschauer (1801–1884), Landeshauptmann Vorarlbergs
- Martin Ritter von Kink (1800–1877), Bauingenieur und Architekt, Oberbaurat, Landesbaudirektor
- Johann Ebner Ritter von Rofenstein (1790–1876), Kreishauptmann von Bregenz

## S
- Theodor Schmid (1844–1915), Stadtrat von Bregenz[3]

## T
- Rudolf Graf Thun-Hohenstein (1859–1943), Statthalter von Linz, zuvor Bezirkshauptmann in Bregenz

## W
- Julius Wachter (1899–1986), Bürgermeister von Bregenz
- Bohuslav von Widmann (1836–1911), Statthalter von Tirol und Vorarlberg